# Посёлок Шевченко
Посёлок Шевченко (укр. Селище Шевченка) — историческая местность в Подольском районе города Киев. Расположено между Приоркой, Ветряными горами, Виноградарем, Пуща-Водицким лесом.

## История
Поселок известен с 1920-х годов. Изначально простирался вдоль улиц Красицкого, Леси Украинки, Золочевской. В 1930-х годах расширилось на север. В 1940-50-х годах размеры посёлка достигли современных размеров, были застроены южная и юго-западная части современного посёлка.

## Застройка
Улица Косенко выступает западной границей посёлка Шевченко, улицей Вышгородская — восточной, улицы Лесозащитная, Ростовская, Пуща-Водицкая — северной, улицей Осиповского и застройкой проспекта Свобода — юге. Застройка представлена частным сектором. Здесь есть 24 улицы и 7 переулков. Большинство улиц были переименованы и получили современные названия в 1944 году.
Между улицами Сошенко и Кобзарская расположен парк-памятник садово-паркового искусства местного значения Кинь-Грусть (площадь 7,3 га), между улицами Осиповского и Красицкого — Лесное урочище Кристеров (площадь 0,7 га). Есть столетние дубы, которые являются ботаническими памятниками природы: Кристера, Красицкого, Гунали, 6-го ноября, а также пихта Кристера.
Рек нет. Есть три пруда: Кулик и два безымянные, расположенные между улицами Красицкого и Кобзарская.